# International Celestial Reference Frame
Der International Celestial Reference Frame (ICRF) ist momentan das Bezugssystem, mit dem die Himmelspositionen der Planeten, der Sterne und anderer astronomischer Objekte definiert werden. Sein Koordinatenursprung ist das Baryzentrum des Sonnensystems.
Es wird definiert durch die Positionen von Quasaren und anderen extragalaktischen Objekten mit starker Radiostrahlung. Diese Positionen werden gewonnen durch VLBI, d. h. an jeder Messung sind mehrere Radioteleskope beteiligt.
Obwohl die Allgemeine Relativitätstheorie impliziert, dass es keine richtigen Referenzsysteme um gravitative Körper geben kann, ist der ICRF von Nutzen, da es seit seiner Erstellung zu keiner messbaren Verschiebung der extragalaktischen Objekte kam, weil sie extrem weit entfernt sind.
Die Objekte der ICRF-Kataloge bilden ein Referenzsystem, an dem die Position von Himmelsobjekten gemessen werden kann. Der ICRF wird deswegen benutzt, um Sternkataloge präzise auszurichten und die Restunsicherheiten zu bestimmen. Die Objekte dienen der Geodäsie zur genauen Positionsbestimmung der Fundamentalstationen. Anhand dieser Objekte bestimmen Radioteleskope ihre eigene Position und mit ihrer Hilfe kann die Länge der Basislinien für die Radioteleskope, die an VLBI beteiligt sind, mit einer Genauigkeit von wenigen Millimetern bis Zentimetern bestimmt werden. Die Objekte des ICRF werden in der Raumfahrt für das Delta-DOR-Verfahren genutzt, um die genauen Positionen, Geschwindigkeiten und Richtungen von Satelliten und Raumfahrzeugen zu ermitteln.

## ICRF1
ICRF1, die erste Realisierung des International Celestial Reference System (ICRS) im Radiobereich, wurde am 1. Januar 1998 von der Internationalen Astronomischen Union (IAU) angenommen. Der ICRF1 hat ein Grundrauschen von ca. 250 Mikrowinkelsekunden (µas) und eine Achsenstabilität von ca. 20 µas, eine Verbesserung um mehrere Größenordnungen gegenüber dem Fundamentalkatalog 5 (FK5).
In der ersten Version von 1998 enthält er 212 extragalaktische Objekte, die zur Festlegung des Bezugssystems genutzt wurden, sowie die Positionen 396 weiterer Objekte, die nicht als Bezugssystem genutzt werden; diese Positionen wurden in späteren Erweiterungen z. T. angepasst.
Eine erste Erweiterung erfolgte 1999 mit ICRF-Ext. 1. Dabei kamen 59 neue Objekte hinzu, bereits vorhandene Objekte bekamen verbesserte Positionsdaten.
2004 folgte mit ICRF-Ext. 2 eine zweite Erweiterung mit 109 zusätzlichen Objekten und verbesserten Positionsdaten.

## ICRF2
2009 wurde der ICRF2 fertiggestellt. Er ist durch die Position von 295 Radioquellen definiert, von denen nur 97 auch im ICRF1 als definierende Quellen enthalten sind. Zusammen mit den nicht zur Definition verwendeten Quellen umfasst er 3.414 Objekte, vermessen per VLBI. Er hat ein Grundrauschen von 40 µas und eine Achsenstabilität von 10 µas.

## ICRF3
Am 30. August 2018 wurde bei der Generalversammlung der IAU in Wien entschieden, ab dem 1. Januar 2019 den neuen himmelfesten Referenzrahmen ICRF3 als internationales Referenzsystem zu verwenden, um Himmelspositionen  genauer als bisher angeben zu können. Die Messungen für den ICRF basierten anfangs auf Messungen im S- und X-Band. Die Positionsbestimmung verbessert sich, wenn mehr unterschiedliche Frequenzen bei der Messung verwendet werden und so wurden die Messungen um weitere Frequenzbereiche erweitert. Allerdings verfügen nicht alle beteiligten Radioteleskope über Empfänger im K- und Ka-Band. Die Zahl der Messungen und die Zahl der Objekte mit ausreichend Untersuchungen für die Aufnahme in den Katalog in diesen Frequenzbereichen ist dementsprechend kleiner.
Er basiert auf der Vermessung von 4.536 extragalaktischer Radioquellen mittels VLBI und hat eine Genauigkeit bis auf ca. 30 µas. Die Objekte wurden in verschiedenen Frequenzbändern untersucht:
- 4.536 im S/X-Band
- 824 im K-Band
- 678 im X/Ka-Band.